# 1999-es Formula–1 világbajnokság
Az 1999-es Formula–1 világbajnokság volt az 50. FIA Formula–1 világbajnoki szezon. 1999. március 7-étől október 31-éig tartott, tizenhat versenyen keresztül. Az egyéni bajnokságot Mika Häkkinen nyerte, bár Eddie Irvine, David Coulthard és Heinz-Harald Frentzen is hosszú ideig esélyes volt a címre. A konstruktőri bajnokságot a Ferrari nyerte, amellyel megkezdődött Michael Schumacher és az olasz csapat dominanciája a következő évtizedben. Schumacher lábtörést szenvedett Silverstone-ban, ezért érdemben nem tudott harcolni a bajnoki címért, de még a szezon vége előtt visszatért a mezőnybe.

## Csapatok és versenyzők
| Csapat                       | Konstruktőr        | Modell | Motor                               | Rajtszám | Pilóták               | Teszt pilóták     |
| ---------------------------- | ------------------ | ------ | ----------------------------------- | -------- | --------------------- | ----------------- |
| West McLaren Mercedes        | McLaren-Mercedes   | MP4/14 | Mercedes FO110H                     | 1        | Mika Häkkinen         | Nick Heidfeld     |
| West McLaren Mercedes        | McLaren-Mercedes   | MP4/14 | Mercedes FO110H                     | 2        | David Coulthard       | Nick Heidfeld     |
| Scuderia Ferrari Marlboro    | Ferrari            | F399   | Ferrari Tipo 048                    | 3        | Michael Schumacher    | nincs             |
| Scuderia Ferrari Marlboro    | Ferrari            | F399   | Ferrari Tipo 048                    | 3        | Mika Salo             | nincs             |
| Scuderia Ferrari Marlboro    | Ferrari            | F399   | Ferrari Tipo 048                    | 4        | Eddie Irvine          | nincs             |
| Winfield Williams            | Williams-Supertec  | FW21   | Supertec FB01                       | 5        | Alessandro Zanardi    | Bruno Junqueira   |
| Winfield Williams            | Williams-Supertec  | FW21   | Supertec FB01                       | 6        | Ralf Schumacher       | Bruno Junqueira   |
| Benson and Hedges Jordan     | Jordan-Mugen-Honda | 199    | Mugen-Honda MF-301HD                | 7        | Damon Hill            | Tomáš Enge        |
| Benson and Hedges Jordan     | Jordan-Mugen-Honda | 199    | Mugen-Honda MF-301HD                | 8        | Heinz-Harald Frentzen | Tomáš Enge        |
| Mild Seven Benetton Playlife | Benetton-Playlife  | B199   | Playlife FB01                       | 9        | Giancarlo Fisichella  | Laurent Rédon     |
| Mild Seven Benetton Playlife | Benetton-Playlife  | B199   | Playlife FB01                       | 10       | Alexander Wurz        | Laurent Rédon     |
| Red Bull Sauber Petronas     | Sauber-Petronas    | C18    | Petronas SPE-03A                    | 11       | Jean Alesi            | nincs             |
| Red Bull Sauber Petronas     | Sauber-Petronas    | C18    | Petronas SPE-03A                    | 12       | Pedro Diniz           | nincs             |
| Repsol Arrows F1 Team        | Arrows             | A20    | Arrows T2-F1                        | 14       | Pedro de la Rosa      | Stephen Watson    |
| Repsol Arrows F1 Team        | Arrows             | A20    | Arrows T2-F1                        | 15       | Takagi Toranoszuke    | Stephen Watson    |
| HSBC Stewart Ford            | Stewart-Ford       | SF3    | Ford CR-1                           | 16       | Rubens Barrichello    | Luciano Burti     |
| HSBC Stewart Ford            | Stewart-Ford       | SF3    | Ford CR-1                           | 17       | Johnny Herbert        | Luciano Burti     |
| Gauloises Prost Peugeot      | Prost-Peugeot      | AP02   | Peugeot A18                         | 18       | Olivier Panis         | Stéphane Sarrazin |
| Gauloises Prost Peugeot      | Prost-Peugeot      | AP02   | Peugeot A18                         | 19       | Jarno Trulli          | Stéphane Sarrazin |
| Fondmetal Minardi Ford       | Minardi-Ford       | M01    | Ford VJM1 Zetec-R Ford VJM2 Zetec-R | 20       | Luca Badoer           | Gastón Mazzacane  |
| Fondmetal Minardi Ford       | Minardi-Ford       | M01    | Ford VJM1 Zetec-R Ford VJM2 Zetec-R | 20       | Stéphane Sarrazin     | Gastón Mazzacane  |
| Fondmetal Minardi Ford       | Minardi-Ford       | M01    | Ford VJM1 Zetec-R Ford VJM2 Zetec-R | 21       | Marc Gené             | Gastón Mazzacane  |
| British American Racing      | BAR-Supertec       | 01     | Supertec FB01                       | 22       | Jacques Villeneuve    | Patrick Lemarié   |
| British American Racing      | BAR-Supertec       | 01     | Supertec FB01                       | 23       | Ricardo Zonta         | Patrick Lemarié   |
| British American Racing      | BAR-Supertec       | 01     | Supertec FB01                       | 23       | Mika Salo             | Patrick Lemarié   |

Valamennyi csapat 3 literes, V10-es elrendezésű motort használt.

### Csapatváltozások
- Három évtized után eltűnt a Tyrrell csapat a sportágból, miután felvásárolta a British American Tobacco. Ők átkeresztelték a csapatot British American Racing-re (BAR), a meghajtásért pedig a Supertec motorok feleltek.
- Ezek a Supertec motorok a Flavio Briatore és Bruno Michel által alapított cég által gyártott és némiképp továbbfejlesztett 1997-es Renault RS9-es motorok voltak. Miután ezeket nem a Mecachrome gyártotta, a Williams is Supertec-motorokként használta tovább őket, a Benetton pedig, ahogy az előző évben is, Playlife-motorokként.
- 34 év után kiszállt a Goodyear is, így a Bridgestone volt az egyedüli gumibeszállító.

### Pilótaváltozások
- A Williams új versenyzőpárossal kezdte meg az évet: a Jordantől érkezett Ralf Schumacher mellé a Formula–1-et már korábban megjárt, azóta kétszeres CART-bajnokká avanzsált Alex Zanardi érkezett.
- A Jordannél Heinz-Harald Frentzen lett Damon Hill csapattársa, Jacques Villeneuve pedig az új BAR csapathoz távozott. Az ő csapattársa a McLaren tesztpilótája, az FIA GT1-es bajnok Ricardo Zonta lett.
- Ricardo Rosset visszavonult, Toranoszuke Takagi az Arrows pilótája lett, ahol csapattársa Pedro de la Rosa volt. Pedro Diniz a Sauberhez távozott.
- Johnny Herbert a Saubertől a Stewarthoz igazolt, Rubens Barrichello mellé. A csapat két előző évi pilótájától is megvált: Jan Magnussen az amerikai Le Mans szériába távozott, Jos Verstappen pedig a Honda új, a visszatérést tervező projektjének lett a tesztpilótája, amíg a projekt be nem dőlt.
- A Minardi is új párossal kezdte meg az idényt: a korábban a Fortinál versenyző Luca Badoer mellé az Open Fortuna by Nissan bajnoka, Marc Gené érkezett. Nakano Sindzsi a Jordan tesztpilótája lett, Esteban Tuero pedig az argentin TC2000-es bajnokságba ment. Badoert a brazil nagydíjon csuklósérülése miatt Stéphane Sarrazin helyettesítette.
- Mika Salo, aki az Arrowstól való távozása után ülés nélkül maradt, végül két csapatnál is versenyezhetett. Három futamon helyettesítette a sérült Ricardo Zontát a BAR-nál, majd a lábtörése miatt hat futamot kihagyó Michael Schumachert a Ferrarinál.

## Szabályváltozások
- Míg az előző idényben az első gumikon három bordának kellett lennie, addig ettől az idénytől kezdve valamennyi keréken négynek kellett lennie.
- Az első gumik szélessége kisebb lett, mint a hátsóké: 355 mm, szemben a hátsók 380 mm-ével.
- A kerekeket egy biztonsági eszközzel rögzíteni kellett a kasztnihoz, nehogy egy ütközést követően leszakadjanak és elrepüljenek.
- A frontális törésteszteket immár 13 m/s sebesség mellett rendezték.

## A szezon menete
Az első versenyt Ausztráliában rendezték, ahol Häkkinen és Coulthard McLaren-Mercedese indult az első sorból, a két Ferrari előtt. Schumacher az előző év végi versenyhez hasonlóan ismét megállt a felvezető körön, emiatt a mezőny végéről kellett rajtolnia. A McLaren elsőként és másodikként fordultak el az első kanyarban, majd lehagyták a mezőnyt, de végül mindketten kiestek. Coulthard váltóhiba, Häkkinen elektronikai hiba miatt adta fel a futamot. Ennek eredményeképp Eddie Irvine szerezte meg a győzelmet (pályafutása során először). Frentzen a második helyen végzett a Jordannel, a harmadik helyen Ralf Schumacher ért célba a Williamsszel.

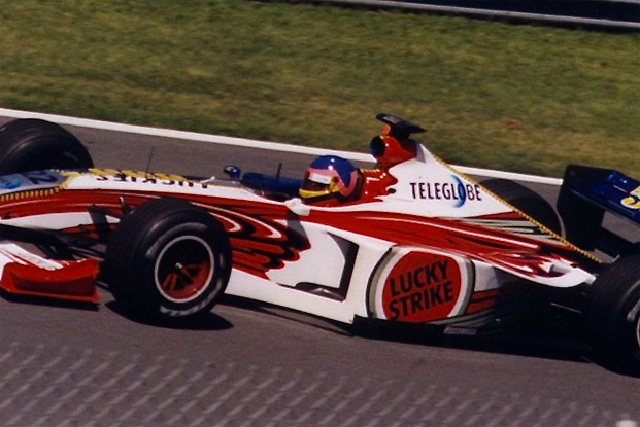
Villeneuve Kanadában

Öthetes szünet után Häkkinen és Coulthard Brazíliában is az első sorból indult. Rubens Barrichello a harmadik helyről indult a Stewart-Forddal hazai versenyén. Coulthard technikai hiba miatt a boxba hajtott, később pedig kiesett. Häkkinen rövid ideig a harmadik sebességi fokozatban ragadt, így Barrichello és Schumacher is megelőzte, de a finn a boxkiállások során visszaállt az élre és győzött. Schumacher második lett, míg Frentzené lett a harmadik hely, miután Barrichello motorja tönkrement.
A San Marinó-i nagydíjon a McLaren sorozatban harmadszorra szerezte meg az első rajtsort Schumacher és Irvine előtt. Häkkinen, aki kétkiállásos stratégián volt, hamar lehagyta a többi versenyzőt, de a 18. körben elveszítette kontrollját autója felett és balesetet szenvedett. Ezt követően Schumacher és Coulthard harcolt a győzelemért. A németnek sikerült megelőznie Coulthardot a boxkiállások során, így győzött a tifosik nagy örömére Coulthard és Barrichello előtt (Irvine motorhiba miatt kiesett).
A monacói időmérőn Häkkinen az első, Michael Schumacher a második rajtkockát szerezte meg, a német a rajtnál megelőzte vetélytársát, és fölényes győzelmet aratott. A negyedik helyről induló Eddie Irvine is a finn előtt tudott célba érni, mivel Häkkinen megcsúszott egy olajfolton. Coulthard mechanikai hiba miatt esett ki. Ez volt az első kettős Ferrari győzelem a monacói nagydíjon. A pontversenyt ekkor Schumacher vezette Irvine és Häkkinen előtt.

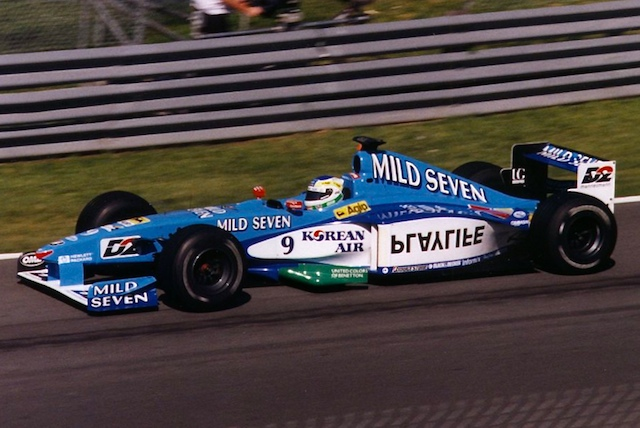
Fisichella Kanadában

A következő spanyol nagydíjon Häkkinen ötödszörre is megszerezte a pole-t, ezúttal Irvine és Coulthard előtt. A rajtnál Coulthard megelőzte Irvine-t, emellett mindkét Ferrari beragadt a jól rajtoló Jacques Villeneuve BAR-je mögé. McLarenek hamar nagy előnyre tettek szert, Häkkinen győzött, míg Coulthard második helyével a McLaren kettős győzelmet szerzett. A boxkiállásoknál mindkét Ferrari visszaelőzte Villeneuve-öt, Schumacher lett a harmadik.
Schumacher Kanadában megszakította Häkkinen pole-pozíciós sorozatát, a finn ezúttal második helyről indult, Irvine előtt. A rajtnál mindketten megtartották helyezésüket és leszakították magukról a mezőnyt. Schumacher vezetett, amikor az utolsó kanyar után a falnak, a hírhedt "Bajnokok Falának" csapódott. A német mellett a szintén világbajnok Villeneuve és Damon Hill, valamint Ricardo Zonta is összetörte autóját ezen a szakaszon. A versenyen Irvine összeütközött Coultharddal, amiért a skótot később stop-go büntetéssel sújtották. Ezután Frentzen haladt másodikként, de 4 körrel a leintés előtt fékhiba miatt balesetet szenvedett. Emiatt a futam végén bejött a biztonsági autó, Häkkinen pedig mögötte haladva nyerte meg a versenyt. Meglepetésre Giancarlo Fisichella (Benetton-Playlife) lett a második, Irvine pedig harmadik lett.

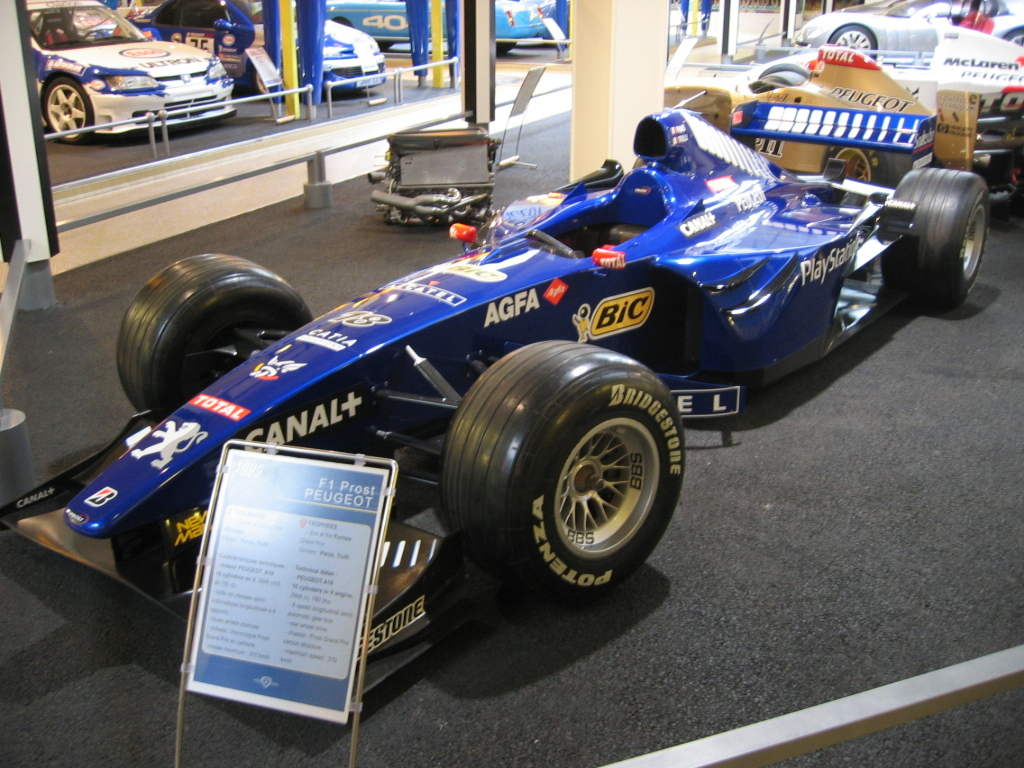
Prost AP02

A franciaországi esős időmérőt Barrichello nyerte Jean Alesi Sauberje és Olivier Panis Prostja előtt. Coulthard a 4., Schumacher a 6., Häkkinen a 14. helyet szerezte meg. A verseny sem volt szárazabb, végig esett az eső. Barrichello vezetett az első néhány körben, ezután Coulthard megelőzte, de a skót kiesett váltóhiba miatt. Häkkinen a második helyig zárkózott fel, de ekkor egy megcsúszás miatt visszaesett a mezőnyben. Schumacher megelőzte Barrichellót az első helyért, de később elektronikai hiba miatt lelassult. Häkkinen időközben újra felzárkózott, majd Barrichello megelőzésével az élre állt. Az élen haladók közül sokaknak ki kellett állnia még további üzemanyagért, míg a harmadik helyezett Frentzennek nem, így a német megszerezte pályafutása és a Jordan második futamgyőzelmét Häkkinen és Barrichello előtt.
A brit nagydíjon újra Häkkinen indult a pole-ból, Schumacher és Coulthard előtt. Schumacher rosszul rajtolt, így Coulthard és Irvine is megelőzte. A német a Stowe kanyarban megpróbálta visszaelőzni csapattársát, de fékhiba miatt nagy sebességgel a gumifalnak csapódott. Bár autója elnyelte az ütközési energia nagy részét, Schumacher lábtörést szenvedett. Alex Zanardi autója a rajtrácson ragadt, így a versenyt újraindították, Häkkinen ismét az élre állt. Úgy tűnt, a finn megnyeri a versenyt, de egyik kereke leesett az autójáról. Boxkiállása után visszatért a pályára, de kiállt, mivel túl veszélyes lett volna folytatni a versenyt. Ennek köszönhetően Coulthard győzött Irvine előtt, akit a skót a boxkiállások során megelőzött. A harmadik helyen Ralf Schumacher ért célba.

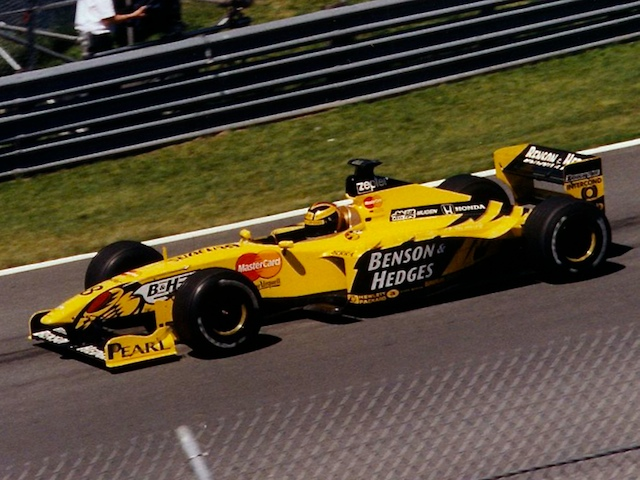
Frentzen Kanadában

A versenynaptár felénél Häkkinen vezette a pontversenyt Schumacher előtt, de a németnek ki kellett hagynia a elkövetkezendő versenyeket lábtörése miatt. Irvine vált ezután a Ferrari elsőszámú versenyzőjévé, a csapat a finn Mika Salót szerződtette Schumacher helyettesítésére.
Az osztrák nagydíjon is domináltak a McLarenek az edzésen, Häkkinené lett a pole Coulthard és Irvine előtt. A finn jól rajtolt, de az első kanyarban csapattársával koccant, majd megcsúszott, ezzel a mezőny végére került. Egyik autó sem sérült meg, Coulthard került az élre, és a verseny nagy részében vezetett, de Irvine a második boxkiállásnál megelőzte. Häkkinen a harmadik helyig zárkózott fel, a győztes Irvine és Coulthard mögött ért célba.
A német nagydíjon nyolcadszorra indult a finn a pole-ból az évben, Frentzen és Coulthard előtt. Häkkinen megtartotta a vezetést, míg Coulthard megelőzte Frentzent, de Salo a negyedik helyről indulva mindkettejük mellett elment. Coulthard megpróbálta visszaelőzni a Salót, de első szárnya a Ferrari hátsó kerekéhez ért, ezért a skótnak ki kellett állnia szerelőihez. Häkkinen boxkiállásakor probléma történt az üzemanyagtöltésnél, a finn sok időt veszített és negyediknek esett vissza. Frentzen megelőzése után azonban defektet kapott és a gumifalnak csapódott. Az első két helyen a Ferrarik haladtak, Salo elengedte Irvine-t, aki így sorozatban másodszor győzött, míg a Ferrari kettős győzelmet ünnepelt. Frentzen a harmadik helyen ért célba.

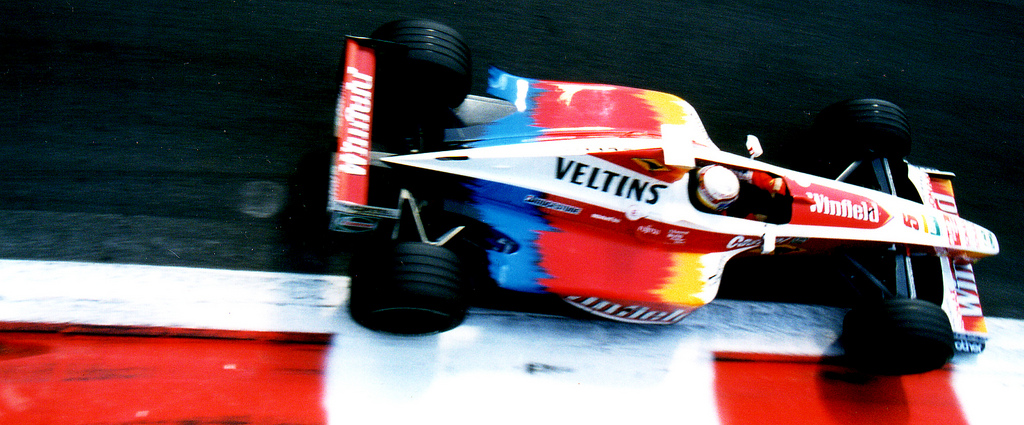
Zanardi Monzában

A magyar nagydíjon is a finn indult a pole-ból, Irvine és Coulthard előtt. A skót rossz rajtot vett, Fisichella és Frentzen is megelőzte. Häkkinen előnyét egyre növelte, Coulthardnak sikerült visszatérnie a harmadik helyre első boxkiállása után. A verseny végéhez közeledve utolérte Irvine-t, aki a nagy nyomás alatt hibázott, és a 62. körben kicsúszott. A futamot Häkkinen nyerte Coulthard és Irvine előtt.
Belgiumban Häkkinené lett a pole Coulthard és Frentzen előtt. Coulthard a rajt után Häkkinen mellé ért, és miután az első kanyarban kissé összeértek, a skót átvette a vezetést, majd győzött. Häkkinen második helyének köszönhetően a McLaren kettős győzelmet szerzett, Frentzen harmadik, Irvine negyedik lett.
A szezon háromnegyedénél Häkkinen vezetett 60 ponttal az 59 pontos Irvine előtt.
Häkkinen tizenegyedik alkalommal szerezte meg a pole-t Monzában, Frentzen és Coulthard előtt. A finn elsőként fordult el az első kanyarban, míg második helyre feljött Zanardi feltartotta a mögötte haladókat. Häkkinen vezette a versenyt, amikor a 30. kör első kanyarjában kicsúszott. Ezután Frentzen vette át a vezetést és győzött Ralf Schumacher, valamint Salo előtt. Coulthard és Irvine az ötödik és hatodik helyen végzett.

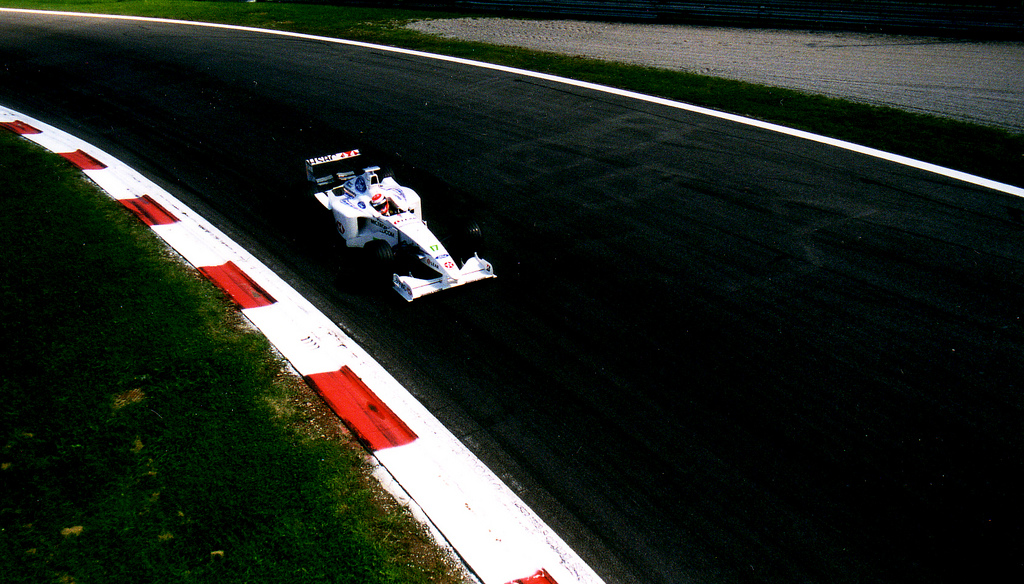
Johnny Herbert Monzában

A Nürburgringen rendezett európai nagydíjon Frentzené lett a pole Coulthard és Häkkinen előtt. A rajt után az első három sorrendje változatlan maradt. 15 kör után enyhén szemerkélni kezdett, Häkkinen pedig a többiekkel ellentétben kiállt gumit cserélni. Ez a döntés túl korainak bizonyult, a finn sok időt veszített és ismét kiállt szerelőihez szárazpályás gumikért, egy kör hátrányban tért vissza. Irvine fél percig állt három kerékkel a boxban, mivel csapata nem találta meg számára a negyedik kereket. A verseny felénél Frentzen vezetett Coulthard és Ralf előtt, de elektronikai hiba miatt kiesett, első boxkiállása után. Ekkor újra esni kezdett, a vezető Coulthard kicsúszott és kiesett. Ezt követően Ralf Schumacher vezetett, de defektet kapott és az ötödik helyre esett vissza. A nedves pályán Fisichelláé lett a vezetés, de kicsúszása után ő is kiesett. Ezzel Johnny Herbert került az élre a Stewarttal, majd a pálya felszáradását követően győzött Jarno Trulli Prostja és a csapattárs Barrichello előtt. Irvine a verseny végén hibázott, hatodik helyezése Häkkinené lett, aki Marc Gené (Minardi) megelőzése után az ötödik helyen végzett. Luca Badoer sokáig esélyes volt arra, hogy pontot szerezzen a Minardival, de váltóhiba miatt kiesett.

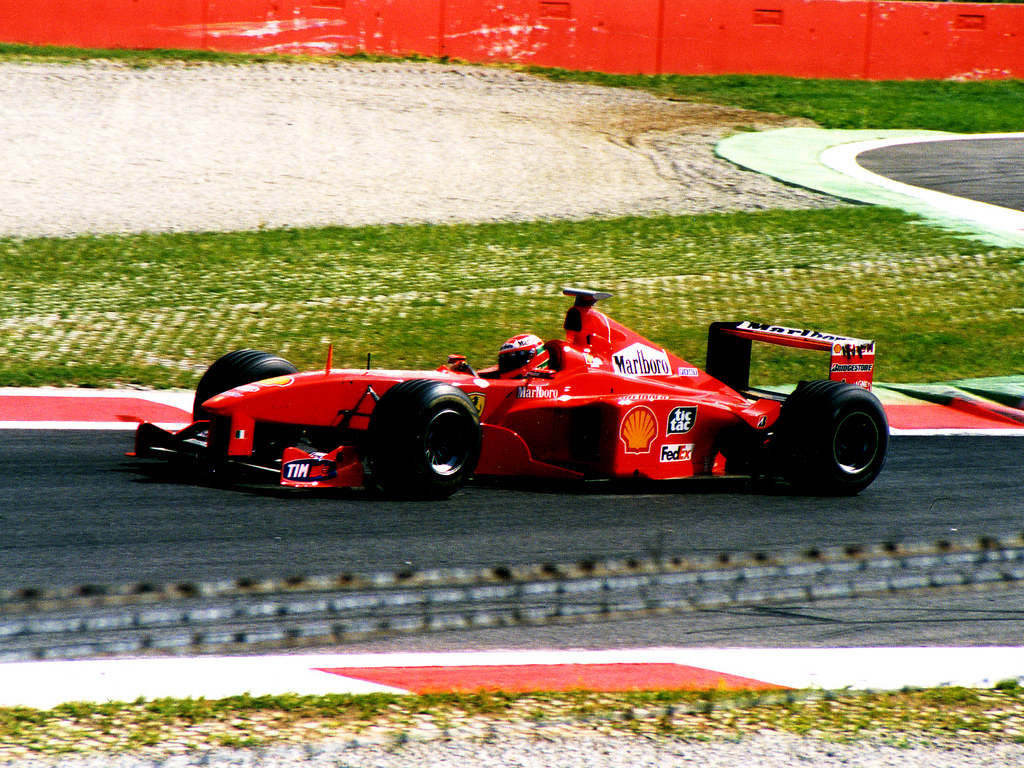
Eddie Irvine Monzában

Az évad utolsó előtti versenye a maláj nagydíj volt, ahol Schumacher visszatért a mezőnybe. A német megszerezte a pole-t Irvine, Coulthard és Häkkinen előtt. A rajt után Irvine állt az élre, Schumacher feladata pedig a McLarenek feltartása volt. Coulthardnak sikerült megelőznie a németet, de később technikai hiba miatt kiesett. Schumachernek sikerült maga mögött tartania Häkkinent, így a Ferrari Irvine-nal kettős győzelmet szerzett. A verseny után a Ferrari autóit szabályellenesnek találták, és kizárták őket. A Ferrari ezt követően fellebbezett, az FIA visszavonta döntését, a Ferrari eredményét meghagyták.
Irvine 4 pontos előnnyel érkezett Japánba Häkkinen előtt, így a futamgyőzelem mindegyikük számára a bajnoki címet jelentette. Schumacher szerezte meg a pole-t Häkkinen előtt, míg Irvine balesetet szenvedett az időmérőn, csak az ötödik helyről indult. Irvine a boxkiállásoknál megelőzte Panist, majd Coulthard kicsúszása után harmadiknak jött fel. Häkkinen megelőzte Schumachert a rajtnál, majd megnyerte a futamot is, így megszerezte második bajnoki címét.
Häkkinen 76 ponttal lett az 1999-es év egyéni világbajnoka. Irvine 74 ponttal második, Frentzen 54-gyel harmadik lett. A konstruktőri bajnokságot a Ferrari nyerte (1983 után először) 128 ponttal. A McLaren 4 pont hátránnyal második, míg a Jordan 61 ponttal harmadik lett.

## Futamok
| #   | Futam                | Időpont        | Helyszín     | Győztes versenyző     | Konstruktőr        | Összefoglaló |
| --- | -------------------- | -------------- | ------------ | --------------------- | ------------------ | ------------ |
| 631 | ausztrál nagydíj     | Március 7.     | Melbourne    | Eddie Irvine          | Ferrari            | Összefoglaló |
| 632 | brazil nagydíj       | Április 11.    | São Paulo    | Mika Häkkinen         | McLaren-Mercedes   | Összefoglaló |
| 633 | San Marinó-i nagydíj | Május 2.       | Imola        | Michael Schumacher    | Ferrari            | Összefoglaló |
| 634 | monacói nagydíj      | Május 16.      | Monaco       | Michael Schumacher    | Ferrari            | Összefoglaló |
| 635 | spanyol nagydíj      | Május 30.      | Barcelona    | Mika Häkkinen         | McLaren-Mercedes   | Összefoglaló |
| 636 | kanadai nagydíj      | Június 13.     | Montreal     | Mika Häkkinen         | McLaren-Mercedes   | Összefoglaló |
| 637 | francia nagydíj      | Június 27.     | Magny-Cours  | Heinz-Harald Frentzen | Jordan-Mugen-Honda | Összefoglaló |
| 638 | brit nagydíj         | Július 11.     | Silverstone  | David Coulthard       | McLaren-Mercedes   | Összefoglaló |
| 639 | osztrák nagydíj      | Július 25.     | Spielberg    | Eddie Irvine          | Ferrari            | Összefoglaló |
| 640 | német nagydíj        | Augusztus 1.   | Hockenheim   | Eddie Irvine          | Ferrari            | Összefoglaló |
| 641 | magyar nagydíj       | Augusztus 15.  | Mogyoród     | Mika Häkkinen         | McLaren-Mercedes   | Összefoglaló |
| 642 | belga nagydíj        | Augusztus 29.  | Spa          | David Coulthard       | McLaren-Mercedes   | Összefoglaló |
| 643 | olasz nagydíj        | Szeptember 12. | Monza        | Heinz-Harald Frentzen | Jordan-Mugen-Honda | Összefoglaló |
| 644 | európai nagydíj      | Szeptember 26. | Nürburg      | Johnny Herbert        | Stewart-Ford       | Összefoglaló |
| 645 | maláj nagydíj        | Október 17.    | Kuala Lumpur | Eddie Irvine          | Ferrari            | Összefoglaló |
| 646 | japán nagydíj        | Október 31.    | Suzuka       | Mika Häkkinen         | McLaren-Mercedes   | Összefoglaló |

- Új futamként került a naptárba a maláj nagydíj, október közepén.
- Felmerült a kínai nagydíj megrendezésének a lehetősége a Csuhajban épített versenypályán. Az eredetileg meghirdetett naptárban benne is volt, március 21-i dátummal. Végül aztán kikerült belőle, ismeretlen okokból, és bár próbálták áttenni őszre, erre nem került sor. Kínában majd csak 2004-ben rendeztek először futamot, és akkor már Sanghajban.
- A kínai nagydíj helyére először betették az argentin nagydíjat, március 28-i dátummal. Csakhogy a szervezők és a kereskedelm jogok birtokosai nem tudtak megegyezni, ezért nem volt verseny, hanem egy öthetes szünet volt az első és a második futam közt.
- A Nürburgringen ismét európai, és nem luxemburgi nagydíjat rendeztek.

## Bajnokság végeredménye

### Versenyzők
Pontozás:
| Helyezés | 1. | 2. | 3. | 4. | 5. | 6. | 7.-20. |
| -------- | -- | -- | -- | -- | -- | -- | ------ |
| Pont     | 10 | 6  | 4  | 3  | 2  | 1  | 0      |

(Táblázat értelmezése)

(Félkövér: pole-pozícióból indult; dőlt: leggyorsabb kört futott) 

| #  | Versenyző             | AUS | BRA | SMR | MON | ESP | CAN | FRA | GBR | AUT | GER | HUN | BEL | ITA | EUR | MAL | JPN | Pont |
| -- | --------------------- | --- | --- | --- | --- | --- | --- | --- | --- | --- | --- | --- | --- | --- | --- | --- | --- | ---- |
| 1  | Mika Häkkinen         | Ki  | 1   | Ki  | 3   | 1   | 1   | 2   | Ki  | 3   | Ki  | 1   | 2   | Ki  | 5   | 3   | 1   | 76   |
| 2  | Eddie Irvine          | 1   | 5   | Ki  | 2   | 4   | 3   | 6   | 2   | 1   | 1   | 3   | 4   | 6   | 7   | 1   | 3   | 74   |
| 3  | Heinz-Harald Frentzen | 2   | 3   | Ki  | 4   | Ki  | 11  | 1   | 4   | 4   | 3   | 4   | 3   | 1   | Ki  | 6   | 4   | 54   |
| 4  | David Coulthard       | Ki  | Ki  | 2   | Ki  | 2   | 7   | Ki  | 1   | 2   | 5   | 2   | 1   | 5   | Ki  | Ki  | Ki  | 48   |
| 5  | Michael Schumacher    | 8   | 2   | 1   | 1   | 3   | Ki  | 5   | NI  | EÜ  | EÜ  | EÜ  | EÜ  | EÜ  | EÜ  | 2   | 2   | 44   |
| 6  | Ralf Schumacher       | 3   | 4   | Ki  | Ki  | 5   | 4   | 4   | 3   | Ki  | 4   | 9   | 5   | 2   | 4   | Ki  | 5   | 35   |
| 7  | Rubens Barrichello    | 5   | Ki  | 3   | 9   | KIZ | Ki  | 3   | 8   | Ki  | Ki  | 5   | 10  | 4   | 3   | 5   | 8   | 21   |
| 8  | Johnny Herbert        | NI  | Ki  | 10  | Ki  | Ki  | 5   | Ki  | 12  | 14  | 11  | 11  | Ki  | Ki  | 1   | 4   | 7   | 15   |
| 9  | Giancarlo Fisichella  | 4   | Ki  | 5   | 5   | 9   | 2   | Ki  | 7   | 12  | Ki  | Ki  | 11  | Ki  | Ki  | 11  | 14  | 13   |
| 10 | Mika Salo             |     |     | 7   | Ki  | 8   |     |     |     | 9   | 2   | 12  | 7   | 3   | Ki  |     |     | 10   |
| 11 | Jarno Trulli          | Ki  | Ki  | Ki  | 7   | 6   | Ki  | 7   | 9   | 7   | Ki  | 8   | 12  | Ki  | 2   | Ki  | Ki  | 7    |
| 12 | Damon Hill            | Ki  | Ki  | 4   | Ki  | 7   | Ki  | Ki  | 5   | 8   | Ki  | 6   | 6   | 10  | Ki  | Ki  | Ki  | 7    |
| 13 | Alexander Wurz        | Ki  | 7   | Ki  | 6   | 10  | Ki  | Ki  | 10  | 5   | 7   | 7   | 14  | Ki  | Ki  | 8   | 10  | 3    |
| 14 | Pedro Diniz           | Ki  | Ki  | Ki  | Ki  | Ki  | 6   | Ki  | 6   | 6   | Ki  | Ki  | Ki  | Ki  | Ki  | Ki  | 11  | 3    |
| 15 | Olivier Panis         | Ki  | 6   | Ki  | Ki  | Ki  | 9   | 8   | 13  | 10  | 6   | 10  | 13  | 11  | 9   | Ki  | Ki  | 2    |
| 16 | Jean Alesi            | Ki  | Ki  | 6   | Ki  | Ki  | Ki  | Ki  | 14  | Ki  | 8   | 16  | 9   | 9   | Ki  | 7   | 6   | 2    |
| 17 | Pedro de la Rosa      | 6   | Ki  | Ki  | Ki  | 11  | Ki  | 11  | Ki  | Ki  | Ki  | 15  | Ki  | Ki  | Ki  | Ki  | 13  | 1    |
| 18 | Marc Gené             | Ki  | 9   | 9   | Ki  | Ki  | 8   | Ki  | 15  | 11  | 9   | 17  | 16  | Ki  | 6   | 9   | Ki  | 1    |
| 19 | Alex Zanardi          | Ki  | Ki  | 11  | 8   | Ki  | Ki  | Ki  | 11  | Ki  | Ki  | Ki  | 8   | 7   | Ki  | 10  | Ki  | 0    |
| 20 | Takagi Toranoszuke    | 7   | 8   | Ki  | Ki  | 12  | Ki  | KIZ | 16  | Ki  | Ki  | Ki  | Ki  | Ki  | Ki  | Ki  | Ki  | 0    |
| 21 | Jacques Villeneuve    | Ki  | Ki  | Ki  | Ki  | Ki  | Ki  | Ki  | Ki  | Ki  | Ki  | Ki  | 15  | 8   | 10  | Ki  | 9   | 0    |
| 22 | Luca Badoer           | Ki  | EÜ  | 8   | Ki  | Ki  | 10  | 10  | Ki  | 13  | 10  | 14  | Ki  | Ki  | Ki  | Ki  | Ki  | 0    |
| 23 | Ricardo Zonta         | Ki  | NI  | EÜ  | EÜ  | EÜ  | Ki  | 9   | Ki  | 15  | Ki  | 13  | Ki  | Ki  | 8   | Ki  | 12  | 0    |
| —  | Stéphane Sarrazin     |     | Ki  |     |     |     |     |     |     |     |     |     |     |     |     |     |     | 0    |
| #  | Versenyző             | AUS | BRA | SMR | MON | ESP | CAN | FRA | GBR | AUT | GER | HUN | BEL | ITA | EUR | MAL | JPN | Pont |

### Konstruktőr
| Helyezés | +/- | Gyártó             | Modell | Motor | Abroncs | Győzelmek | Dobogó | Első rajthelyek | Leggy. kör | Pont |
| -------- | --- | ------------------ | ------ | ----- | ------- | --------- | ------ | --------------- | ---------- | ---- |
| 1        | +1  | Ferrari            | F399   |       | B       | 6         | 17     | 3               | 6          | 128  |
| 2        | -1  | McLaren-Mercedes   | MP4/14 |       | B       | 7         | 16     | 11              | 9          | 124  |
| 3        | +1  | Jordan-Mugen-Honda | 199    |       | B       | 2         | 6      | 1               |            | 61   |
| 4        | +4  | Stewart-Ford       | SF3    |       | B       | 1         | 4      | 1               |            | 36   |
| 5        | -2  | Williams-Supertec  | FW21   |       | B       |           | 3      |                 | 1          | 35   |
| 6        | -1  | Benetton-Playlife  | B199   |       | B       |           | 1      |                 |            | 16   |
| 7        | +2  | Prost-Peugeot      | AP02   |       | B       |           | 1      |                 |            | 9    |
| 8        | -2  | Sauber-Petronas    | C18    |       | B       |           |        |                 |            | 5    |
| 9        | -2  | Arrows             | A20    |       | B       |           |        |                 |            | 1    |
| 10       | 0   | Minardi-Ford       | M01    |       | B       |           |        |                 |            | 1    |
| 11       | 0   | BAR-Supertec       | 001    |       | B       |           |        |                 |            | 0    |

- +/- Helyezés változás 1998-hoz képest.

## Közvetítések
Az 1999-es szezonban továbbra is az MTV rendelkezett a magyarországi közvetítési jogokkal. A kommentátor Knézy Jenő lett, társkommentátora a nyitófutamon Frankl András volt, a későbbiekben Bertalan Zsolt közreműködött szakkommentátorként, majd az utolsó öt futam kommentálásában felváltva vett részt Simon István és Szabó Gergő is. Valamennyi futam az MTV1 csatornán került képernyőre, többnyire élőben, kivéve a felvételről sugárzott ausztrál nagydíjat. A san marinó-i, a spanyol, a kanadai, a francia, a brit, a német és a magyar nagydíjat helyszínről kommentálták, a többit a budapesti stúdióból.